# 南布蘭奇 (明尼蘇達州)
南布蘭奇（英語：South Branch）是位於美國明尼蘇達州沃通旺縣南布蘭奇鎮區的一個非建制地區。

## 地理
南布蘭奇所處的海拔為高於海平面339米（即1112英呎），而該地所採用的時區為UTC-6，即北美中部時區（CST）。同時該地設有夏令時間，為UTC-6調快一小時，即UTC-5（CDT）。